# 魔女大戰 32名異能魔女交戰廝殺
《魔女大戰：32名異能魔女交戰廝殺》是河本焰原作，塩塚誠作畫的日本漫画作品。於《月刊漫画Zenon》（Comix）2020年12月開始連載中 。截至2023年9月，累計發行量已突破100萬份。。

## 概要
百年戰爭的英雄聖女貞德被燒死在火刑柱上，瀕臨死亡的邊緣被送往另一個世界，邂逅被稱為魔女的女性們，她們生前在這個世界的歷史上成就了偉大的事業，但是被惡魔女王阿格拉特·巴忒·瑪哈拉特選上的魔女，必須以自身之慾化作自身武裝和運用自身魔法，進行名為「魔女千夜血戰」的對決互相廝殺，陣亡者的靈魂則會被消滅殆盡。32名魔女齊聚一堂，睹上彼此的欲望之魔女千夜血戰即將展開。
| 第1戰    | 對戰組合                                | 勝利者         |
| -------- | --------------------------------------- | -------------- |
| 第1回合  | 巴御前 VS 伊莉莎白·巴托里               | 巴御前         |
| 第2回合  | 貞德·達魯克 VS 武則天                   | 貞德·達魯克    |
| 第3回合  | 克麗奧帕特拉 VS 卑彌呼                  | 卑彌呼         |
| 第4回合  | 瑪塔·哈里 VS 瑪麗·里德                  | 瑪塔·哈里      |
| 第5回合  | 葉卡捷琳娜二世 VS 瑪麗·安東妮           | 葉卡捷琳娜二世 |
| 第6回合  | 瑪麗·居禮 VS 黃月英                     | 黃月英         |
| 第7回合  | 八百屋於七 VS 織女                      | 八百屋於七     |
| 第8回合  | 邦妮·派克 VS 蒙娜麗莎                   | 邦妮·派克      |
| 第9回合  | 阿嘉莎·克莉絲蒂 VS 伊薩博·薛妮          | 伊薩博·薛妮    |
| 第10回合 | 安娜·巴甫洛娃 VS 嚴詠春                 | 嚴詠春         |
| 第11回合 | 拉克什米·芭伊 VS 佐佐木累               |                |
| 第12回合 | 柳德米拉·帕夫利琴科 VS 紫式部           |                |
| 第13回合 | 楊貴妃 VS 夏綠蒂·科黛                   |                |
| 第14回合 | 愛蜜莉亞·艾爾哈特 VS 瑪利亞·安娜·莫札特 |                |
| 第15回合 | 小松姬 VS 芝諾比亞                      |                |
| 第16回合 | 拉·瓦森 VS 佛蘿倫絲·南丁格爾            |                |

## 登場人物

### 魔女
惡魔女王阿格拉特·巴忒·瑪哈拉特選擇的32名女性。古今中外的歷史人物，無論是好是壞，都在這個世界上立下了大功。參加名為魔女千夜血戰的淘汰賽，獲得只有一個人才能授予的“欲”。
貞德·達魯克（Jeanne d'Arc）（魔女階位：1065.0倍，第32位）
本作主人公。『無』之魔女。持有欲為『無欲』。雙手手背刻有『十字』的紋章。第1戰第2回合⇒第2戰第1回合出場。
惡魔選中的32名魔女之一。自幼因為父母嚴苛的教育養成聽命於他人的習慣，所以沒有「欲」。生前遭受火刑之際，被傳送至惡魔女王阿格拉特·巴忒·瑪哈拉特的世界。由於無「欲」的特質被莉莉姆與莉莉絲質疑她是否有資格參加，阿格拉特則認為她是「持有最可怕欲望的魔女」。
第1戰第2回合、與武則天對戰。起初以普通的裝備應戰，後呼應了武則天的情感進而戰勝她。想要知曉更多的情感及欲。
魔裝：無貌的少女（ラ・ピュセル・ド・アンフィニ）
無魔法
與對手的“欲”和“感情”產生共鳴，昇華為自己的能力。
軌跡之聖乙女・紅蓮（ラ・ピュセル・ド・ラージュ）
呼應武則天的“憤怒”的感情，火焰纏繞於雙手武器的十字架狀的盾牌
義憤的業火（フラム・デ・コレール）
舉起被火焰纏繞的十字架狀的盾牌斬擊對手。
巴御前（ともえごぜん，Tomoe Gozen）（魔女階位：22.7倍，第7位）
『豪』之魔女。持有欲為『除惡欲』。額頭上刻有『源』字的紋章。第1戰第1回合⇒第2戰第1回合出場。
擁有足以被稱為「一人當千」的力量，能夠用自己的力量解除魔法的束縛。再加上抱著「惡・即・滅」的慾望，她有一顆堅強的心，不會讓自己屈服於她認為的「惡」，並將繼續戰鬥到最後。
第1戰第1回合、與伊莉莎白·巴托里對戰。伊莉莎白·巴托里放出刑具的攻擊使她受傷，但她用自己的力量擊退了它，反而給伊莉莎白造成傷害。就在伊莉莎白·巴托里拉開距離的時候，她發動了豪魔法—禍斷空弓，成功地給伊莉莎白·巴托里造成了致命傷，贏得了第1回合的勝利。
魔裝：大刀一人千力（だいとういちにんせんりき）
由繃帶纏繞形成，著裝鎧甲冑，武器的薙刀變得更大。
豪魔法：禍斷空弓（まがたちのからゆみ）
出現一把比巴御前高的背弓。使用近戰時使用過的薙刀作為箭矢。 它射出的箭矢有著巨大的穿透力，可以洞穿一切。但是，巴御前擁有相當大的魔力，每次攻擊都會消耗大量的能量，給身體帶來很大的負擔。
卑彌呼（ひみこ，Himiko）（魔女階位：6.0倍，第4位）
『鬼』之魔女。本名為由紀(ヨギ，Yugi)。持有欲為『求心欲』。舌頭上刻有『3個勾玉』的紋章。第1戰第3回合⇒第2戰第2回合出場。
日本最古老的國家邪馬台國的女王，透過神諭引導她的人民。具有卓越的洞察力和勇氣，是個使出各種伎倆、使人相信謊言的戰略家。原本她是一個和父母一起過著平靜生活的女孩，卻因為自稱『卑彌呼』的年長巫女的暴虐而失去父母。趁著騷亂發生時，侵入巫女的家並殺死她，然後在眾人面前以『卑彌呼』的繼承者身份出現。
第1戰第3回合、與克麗奧帕特拉對戰。初期受到克麗奧帕特拉的魔法而受傷，左臂被切斷，但她充分利用鬼魔法欺騙和戲弄克麗奧帕特拉。識破鬼魔法機關的克麗奧帕特拉險些刺傷她，但她早有準備，以魔法讓低級惡魔嚮導作為另一個卑彌呼的這個身份與克麗奧帕特拉戰鬥。利用克麗奧帕特拉刺傷另一名卑彌呼的瞬間空隙，成功造成致命傷並贏得第一回合的勝利。
在傷痛治癒完，看到瑪塔·哈里及八百屋於七便偷偷躲著，但是瑪塔·哈里無預警的出現在卑彌呼的背後，並被瑪塔·哈里受邀加入，不過拒絕了並堤防著下一場對手的瑪塔·哈里。
魔裝：日出處鬼巫女（ひいずるところのおにみこ）
由御幣纏繞形成，出現兩把劍以及右額頭上模仿惡魔角的短劍。
鬼魔法：森羅萬象共鏡（しんらばんしょうともかがみ）
一旦相信了卑彌呼的謊言，就會讓它們成真。
瑪塔·哈里（Mata Hari）（魔女階位：51.4倍，第14位）
『密』之魔女。持有欲為『？？欲』。額頭刻有『雙菱形』的紋章。第1戰第4回合⇒第2戰第2回合出場。
第一次世界大戰期間在幕後擔任雙重間諜的舞者，最後被法國軍隊行刑隊處決。雙眼毫無生氣的撲克臉。在這只有一人能夠存活的千年血戰中，她與其他魔女結黨於暗處湧動著。阿格拉特稱之為受邀的客人，無論做什麼都會放過。被阿格拉特知道與於七結盟，似乎參與前次血戰。
第1戰第4回合、與瑪麗·里德對戰。在短時間內躲過瑪麗·里德的所有攻擊並獲勝，而沒有暴露她的魔法和其他能力。
魔裝：舞蹈躍動理想鄉（ダンス・ダンス・ユートピア）
由黑色緞帶纏繞形成，穿著連身緊身衣並有著雙手手背連接線的五把匕首以及一把小刀。
葉卡捷琳娜二世（Catherine the Great）（魔女階位：11.7倍，第5位）
『意』之魔女。持有欲為『總攬欲』。胸前刻有『3把劍』的紋章。第1戰第5回合⇒第2戰第3回合出場。
她的丈夫第七代皇帝彼得三世在政變中退位後，她成功地實現了國家的現代化和擴張政策，成為俄羅斯帝國第八任皇帝，被稱為“大帝”。
第1戰第5回合出場、與瑪麗·安東妮對戰。
魔裝：誕生之時即是帝王（ナチュラル・ボーン・キング）
由鑽石纏繞形成，使用魔法來增加敏捷度並在近距離戰鬥中使用“劍模式”，提高動態視野並在遠程戰鬥中使用“狙擊模式”，並增加力量以進行力量戰鬥。擁有人類子彈戰中使用的“騎兵模式”和多種魔裝，在現場快速展現完美的戰鬥魔裝。
意魔法：葉卡捷琳娜二世"大帝"（-ヴェリーカヤ）
以「我渴望『冠』」之言發動。根據戰況，可以換成適合戰況的魔裝。
黃月英（こう げつえい，Huang Yueying）（魔女階位：210.7倍，第26位）
『知』之魔女。持有欲為『知識欲』。第1戰第6回合⇒第2戰第3回合出場。
她是中國三國時期天才戰術家諸葛亮的妻子，也是一位創造許多天才發明的女人。戴著圓框眼鏡的嬌小女子。賽前，她在賽場的大檔案室裡偶然遇見對手居禮夫人，結下不同時代天才的聯繫。
第1戰第6回合、與瑪麗·居禮對戰。發明各式各樣的東西的原因是為了保護大家。
魔裝：黃式機巧兵器"美美壹號"（こうしきからくりへいき"めいめいいちごう"）
由圓形包覆形成，黃月英創作的巔峰之作，將她曾經想出但從未實現的發明，由於其革命性的想法，變成了法寶。它看起來像一套動力套裝，有巨大的手臂和腿。它不僅配備了黃月英以前的發明，如旋轉鋸和吸收衝擊力的弧形護罩。
知魔法： "美美壹號"五虎大將（めいめいいちごう"ごこたいしょう）
以「我渴望『創造』」之言發動。「美美壹號」的手臂和腿部部件可以分離並自由活動，而黃月英本人則手持蜀國流傳的寶劍「雌雄一對的劍」。不過，用意念操縱大團物體，需要消耗相當大的魔力，這大大增加了黃月英本身的負擔。
黃式 壹 圓天斬（こうしき いち えんてんざん）
左臂上安裝有圓形旋轉鋸。
黃式 貳 貫釘（こうしき に -）
在右腿上裝有打樁器。擁有足夠的力量來摧毀瑪麗・居禮的部分魔裝。
黃式 參 雙回打（こうしき さん そうかいだ）
擺動巨大手臂的雙套索。
黃式 伍 焦熱獄炎大火輪（こうしき ご しょうねつごくえんだいかりん）
左腿上裝有火焰噴射器。由於其溫度極高，需要約20分鐘冷卻才能再次使用。
黃式 番外編 世貫掌（こうしき ばんがいへん せかんしょう）
一根螺旋木樁從右臂手掌射出。
黃式 結 八卦之魔陣（こうしき けつ はっけのまじん）
「美美壹號」的雙臂雙腿和黃月英本人手持蜀國傳說寶刀『雌雄一對的劍』，包圍對手，同時攻擊的陣型。
八百屋於七（やおやおしち，Yaoya Oshichi）（魔女階位：601.5倍，第31位）
『焰』之魔女。持有欲為『燒戀欲』。左眼角刻有『炎』的紋章。第1戰第7回合⇒第2戰第4回合出場。
生前，她曾被捲入天和大火中，之後在避難的寺院中遇見了名為吉三的小和尚，對他情有獨鍾。和吉三一起看火災的時光被她珍視地稱作「我們的時間(ウチらの時間)」。後來她嫁人離開寺院，但因為想要再見吉三，便放火燒掉了夫家，經過幾次短暫的相會後被處以火刑。有著江戶小孩的脾氣暴躁，總是吃棒棒糖。所屬『魔女的鐵鎚』。
第1戰第7回合、與織女對戰。開始不久，與織女展開一進一退的攻防，但最終還是被織女啟動星魔法。就在希望能進行近戰之際，被從高空發起攻擊的織女以超重的力量壓下，頭部陷入地面。此時她發動焰魔法，充分利用提升的身體能力對織女造成傷害。織女試圖瞬間決勝，將周圍浮在空中的「星星」逐一聚集成一個巨大的「星星」。不過，她成功用超高熱的拳頭融化星星，並創造出一個洞躲過。然而，為了最終決定勝負，織女卻以跨坐的姿勢佔據上方，直接受到織女的重力壓迫下的超重拳擊。她一度失去意識，但在跑馬燈中與吉三重聚。想起自己的「欲」並開始反擊，最終以全身起火的捨身一擊作最後反擊。織女首先耗盡生命消失，她艱難地獲得第一回合的勝利。
魔裝：大江戶百花繚亂・纏（おおえどひゃっかりょうらん・まとい）
由火焰包覆形成，身穿印有「火炎上等」、「戀娘參上」等字樣的特攻服，使用江戶時代消防員旗幟「纏」作為武器。至於縱火犯為什麼使用纏作為武器，她說：“纏也是火的象徵。”
焰魔法： 伊達伊呂波爆炎組（だていろはばくえんぐみ）
以「我渴望『熱情』」之言發動。發動後，左眼的「炎」紋章進一步擴大。
魔裝上附加護手和直排輪，全身散發出巨大的熱量。雖然是簡單的能力，但可以有效地運用，在與織女的戰鬥中，它被用來以“火焰噴射的力量高速移動”、“用火焰覆蓋土塊然後把它彈開”和“用纏上火焰的拳頭攻擊。”
ゑ組之拳 爆焰美倒（ゑぐみのけん ファイヤービート）
用滿是火焰的拳頭將對手擊飛的技巧。她用自己的魔法將漂浮在空中的織姬打倒在地。
邦妮·派克（Bonnie Parker）（魔女階位：91.5倍，第21位）
『奪』之魔女。持有欲為『篡奪欲』。左臉頰刻有『荊棘』的紋章。第1戰第8回合⇒第2戰第4回合出場。
一對罪犯男女駕車環遊美國，搶劫殺人。在警察的追捕下，他們逃亡著，彷彿逃亡中享受自由，最後死在埋伏的警察部隊的猛烈砲火下。
根據後述的天生經驗，她是一個如果想要得到某樣東西就會主動奪取的人格。此外，由於參與大量犯罪，讓她習慣戰鬥，能夠冷靜判斷對手的實力和戰術，進而推進戰鬥。生前，她的同事塔莉莎在當女服務生時，因捲入幫派鬥爭而喪生，未能實現夢想，對她的人生觀有著重大的影響。隨後，她開始與男友克萊德·巴羅一同從事幫派活動。邦妮·派克對自己的人生沒有任何遺憾，但唯一心中所牽掛的，是希望能回到塔莉莎被殺之前的時光。
第1戰第8回合、與蒙娜麗莎對戰。她因為蒙娜麗莎戰鬥能力的低下而感到勝券在握，但卻對她即便受槍擊也不會死感到困惑而受到攻擊。然而透過觀眾的反應，她察覺到自己所看到的異樣，隨即四面八方地開槍，成功對本體的蒙娜麗莎造成傷害。然而被逼入絕境的蒙娜麗莎啟動「無限回廊」，她在應對上遇到困難，體力也逐漸消耗中，為了辨識本體與幻覺的差異，她奪取事先準備的炸藥，在決鬥會場附近進行爆炸。確定躲避爆風的本體的感覺後，她施展奪魔法，奪取蒙娜麗莎的心臟，獲得了第一回合的勝利。
魔裝：朝她放鉛彈（ボニー・パーカー・ストーリー）
由子彈包圍形成，穿著盜賊般的緊身服裝、手持左輪手槍。
奪魔法：我倆沒有明天（おれたちにあすはない）
以「我渴望『自由』」之言發動。能奪取物品。（邦妮所拿出的武器，是她事先放在她的休息室，而奪取到手中）
眼睛確認的近處物品，只要知道位置和方向的遠處物品，都可以穿越牆壁等把它們奪過來。此外，只要掌握心臟的跳動，甚至能穿過人體抓住並取出心臟。在與蒙娜麗莎的戰鬥初期，利用這種魔法的特性，瞬間將自己休息室中儲存的手槍與湯普森衝鋒槍等各式各樣的火器奪取到手，虛張聲勢地說出「無限產生的槍」。
伊薩博·薛妮（Isabeau Cheyne）（魔女階位：252.1倍，第27位）
『魔』之魔女。持有欲為『？？欲』。第1戰第9回合⇒第2戰第5回合出場。
在法國的魔女審判中，她說「不自由的腳被惡魔治癒、銀幣變成葉子、用魔女的力量在空中飛翔」，自己將魔女的烙印科在心裡，在現世被處刑的不折不扣的「魔女」。
第1戰第9回合出場、因阿嘉莎未出場而勝利。帶著魔女帽及斗篷、雙手及右腳纏上繃帶的少女，有著中二病的發言。
嚴詠春（げん　えいしゅん，Yim Wingchun）（魔女階位：86.5倍，第19位）
『武』之魔女。持有欲為『最強欲』。第1戰第10回合⇒第2戰第5回合出場。
據傳在中國清代創立了一脈相承的拳法，在葉問和他的弟子傳播到世界各地。以這種拳法為基礎使得很多流派興起，其中以截拳道創始者的好萊塢明星李小龍榜上有名。而這傳說中的拳法便是詠春拳。
第1戰第10回合、與安娜·巴甫洛娃對戰。很有精神、情緒高漲的女子，相信瑪塔·哈里的『正確』。
魔裝：纏繞吞吐無敵鐵甲（てんじょうどんとむてきてつこう）
由木人樁包圍形成，穿著無袖的武術裝、手甲。
拉克什米·芭伊（Lakshmibai）（魔女階位：90.5倍，第20位）
『立』之魔女。持有欲為『自裁欲』。第1戰第11回合出場。
魔裝：三女神的化身
由巨大蓮花包覆形成。
佐佐木累（ささき るい，Sasaki Rui）（魔女階位：47.8倍，第13位）
『刀』之魔女。持有欲為『結緣欲』。第1戰第11回合出場。
魔裝：四目結（よつめゆり）
由蝴蝶包圍形成。
柳德米拉·帕夫利琴科（Lyudmila Pavlichenko）（魔女階位：3.5倍，第2位）
『狙』之魔女。持有欲為『和平欲』。 第1戰第12回合出場。
紫式部（むらさきしきぶ，Murasaki Shikibu）（魔女階位：116.3倍，第23位）
『文』之魔女。持有欲為『表現欲』。 第1戰第12回合出場。
楊貴妃（よう きひ，Yang Guifei）（魔女階位：15.3倍，第6位）
第1戰第13回合出場。
夏綠蒂·科黛（Charlotte Corday）（魔女階位：67.6倍，第17位）
第1戰第13回合出場。
愛蜜莉亞·艾爾哈特（Amelia Earhart）（魔女階位：41.9倍，第11位）
第1戰第14回合出場。
瑪利亞·安娜·莫札特（Maria Anna Mozart）（魔女階位：573.8倍，第30位）
第1戰第14回合出場。
小松姬（こまつひめ，Komatsuhime）（魔女階位：166.1倍，第25位）
第1戰第15回合出場。
芝諾比亞（Zenobia）（魔女階位：46.8倍，第12位）
『戰』之魔女。
第1戰第15回合出場。
拉·瓦森（La Voisin）（魔女階位：92.1倍，第22位）
第1戰第16回合出場。
佛蘿倫絲·南丁格爾（Florence Nightingale）（魔女階位：26.4倍，第8位）
第1戰第16回合出場。

#### 第一戰敗退的魔女
伊莉莎白·巴托里（Elizabeth Báthory）（魔女階位：66.1倍，第16位）
『血』之魔女。持有欲為『凌虐欲』。左胸刻有『鎖鏈繪製的心形』紋章。第1戰第1回合出場、與巴御前對戰。
她最大的樂趣就是殺人，據阿格拉特說在“摧毀人類方面無人能比的女人”。11歲時，她不小心用刀刺死美麗的僕人瑪修，激動得精神崩潰。
她使用無數刑具來傷害巴御前的身體。然而，她卻讓巴御前發動了豪魔法—禍斷空弓，右手被射出的箭矢炸飛。即便如此，她還是壓榨出最後的力量，放出凝聚了所有刑具的攻擊“真紅的斷末魔”，卻被巴御前的禍斷的空弓・第二箭射中致命傷。 在死亡的邊緣，她實現自己真正的願望『想要被美麗的毀壞』，並滿足於自己在巴御前的“美麗”二字下所取得的成就，然後消失。
魔裝：血之伯爵夫人（カウンテス・オブ・ブラッド）
由鎖鏈纏繞形成，穿著深紅色的衣服，作為武器顯現出長槍狀的刑具。腰間纏繞的皮帶上裝有一個小型的手持刑具。
血魔法：殷紅遊戲間（レッド・プレイルーム）
以「我渴望『凌虐』」之言發動。伴隨著一個巨大的鐵處女，無數的刑具浮現在空中，可以隨意操控。
朱紅千針（ブラッディ・プロミス）
在敵人周圍插入大量束縛敵人的木樁，阻斷他們的行動。
真紅的斷末魔（レッド・スクリーム）
將殷紅遊戲間召喚出的刑具全部召喚出來，將它們組合起來，完成為一件巨大的武器，向敵人放出。
武則天（ぶ そくてん，Wu Zetian）（魔女階位：5.2倍，第3位）
『霸』之魔女。本名為武照(ぶ しょう，Wu Zhao)。持有欲為『天上欲』。右手食指指尖刻有『牡丹』的紋章。第1戰第2回合出場、與貞德·達魯克對戰。
有著傲慢無禮的性格，即使在成為中國皇帝之後，仍繼續稱霸，那些阻礙至高無上的人將受到徹底和無情的懲罰。
對戰前，對貞德下達要求自殺的不敬命令。然而，當貞德拒絕命令時，她發動她的魔裝並進行戰鬥。在前階段，她嘲笑試圖用原本的武器戰鬥並堅信勝利的貞德。但是，她對死死纏住自己的貞德感到憤怒，想要用霸魔法來終結貞德，但她的憤怒與貞德產生了共鳴，讓貞德發動魔裝。隨後，她被貞德逐一閃避攻擊遭到反擊。然而，想起「欲」的根源後，發動對自己也有傷害的捨身覇魔法。貞德再次呼應她的憤怒情緒，雙方展開夾帶著風與火的拼搏，但最後卻被貞德致命一擊擊敗。在臨終之際，與李天相遇，帶著微笑消失在世上。
魔裝：凌征夷蠻戎狄（りょうせいいばんじゅうてき）
由牡丹纏繞形成，手臂上穿著甲冑，並以一把前頭為青龍偃月刀、底為大槌作為武器。
霸魔法
自身的憤怒呼應共鳴生成的暴風。
九似昇天咬（きゅうじしょうてんこう）
作為武器的大槌被風暴包裹著，原封不動地擊中了對手。
皇煌・降龍招來（こうこう・こうりゅうしょうらい）
在敵人周圍製造風暴，讓敵人無處可逃，然後用青龍偃月刀從上方刺傷敵人。
天上天下融通無礙（てんじょうてんげゆうづうむげ）
全身被風包裹到極限的狀態，可以向各個方向高速移動，並且可以從高速進行高攻擊力和連續攻擊。 但是，圍繞著的風暴有可能成為一把連武則天都能切開的雙刃劍。
天鎧嵐盡（てんがいらんじん）
用風攻擊的全面打擊，在武器上製造龍捲風。
克麗奧帕特拉（Cleopatra VII）（魔女階位：1.8倍，第1位）
『愛』之魔女。持有欲為『真愛欲』。右腕刻有『翼蛇』紋章。第1戰第3回合出場、與卑彌呼對戰。
有著名副其實「世界愛著的女人」之稱的美貌，她的美貌不僅吸引著人類，也吸引著低級惡魔。過著只要看到她就會被吸引，只要許下願望，一切都會實現的生活。 然而，她並不滿足於輕易得到的發自內心的“愛”，想要一個發自內心想要了解自己的人。
她使用魔法給卑彌呼造成傷害，但卑彌呼卻用“毒”和“可以使用相同的魔法”等謊言化身的鬼魔法相繼反擊。她看穿了鬼魔法的機制並試圖解決卑彌呼，但出現在競技場中的另一個卑彌呼從背後刺傷她。在受到傷害的同時，她與另一個卑彌呼對戰，並利用一瞬間的空隙釋放出愛魔法。就在以為自己打敗真人而獲勝時，卻發現另一個卑彌呼是假的，緊接著，真的卑彌呼一刀刺中她的胸口，身受致命傷。最後，她收到卑彌呼的“我愛妳”的回覆並充滿她一直渴望的真愛後消失。
魔装：神所賜與的艷美（アフロディーテ・モイラ）
由巨蛇纏繞形成，顯現出一把彎曲的劍和六把刃的翅膀。
愛魔法：蠱惑的魔手（アフロディーテ・ブラキオラス）
以「我渴望『愛情』」之言發動。當克麗奧帕特拉刻有紋章的右臂觸摸並許願時，願望就會實現。
瑪麗·里德（Mary Read）（魔女階位：135.2倍：24位）
『海』之魔女。持有欲為『友愛欲』。左眼上刻有『錨』紋章。第1戰第4回合出場、與瑪塔·哈里對戰。
擁有名為安妮·伯尼的雙重人格者。有著如果不取勝便無法實現的夢想，如果贏得了魔女千夜決戰，就再次出海揚帆起航。
一開始，就大方的用魔裝直接攻擊和魔法砲擊攻擊瑪塔·哈里。然而，瑪塔·哈里擋住一切，瞬間被刺中心臟而敗北。
魔裝：雙錨的海賊（パイレーツ・オブ・ダブルアンカー）
由大海纏繞形成，穿著斗篷，兩個用鏈條連接的錨作為武器出現。
海魔法：七大洋的海之女王們（クイーンズ・オブ・セブンシーズ）
以「我渴望『大海』」之言發動。將作為武器的錨插入地下，海水從那裡湧出，召喚海盜船。
從遠距離攻擊召喚的海賊船進行砲擊，但在拉近距離，拔出刺入地面的錨切換近戰攻擊時，魔法效果就會消失，海與海賊船也同消失。
瑪麗·安東妮（Marie Antoinette）（魔女階位：35.9倍：10位）
『純』之魔女。小名「安東妮亞（アントーニア）」。持有欲為『君臨欲』。右手食指和中指上刻有一半的『玫瑰』紋章，將手指連在一起為『玫瑰』紋章。第1戰第5回合出場、與葉卡捷琳娜二世對戰。
在惡魔女王阿格拉特面前趾高氣昂的高貴少女。一開始，她意圖退出魔女千夜血戰，但在看到自己與惡魔的契約中獲得的魔法後，她表現出了戰鬥的意願。親近貞德。
最後以喚出『影之葉卡捷琳娜二世』對付，然而耗盡精神力而倒在葉卡捷琳娜二世的懷裡並消逝。雖然膽小但是沒有任何遺憾，為了法國、為了人民而戰，認為自己是幸福的。
魔裝：被百花纏繞的薔薇（ロサ・ケンティフェリア）
由薔薇纏繞形成，穿著軍裝和有玫瑰花的斗篷，並顯現出一把比自己還大的鐮刀作為武器。在葉卡捷琳娜二世的攻擊中鐮刀的一個刀片被損壞後，它也被用作矛。
純魔法：王妃的心象（ル・アーチ・ドゥ・ラ・レーヌ）
以「我渴望『服從』」之言發動。從陰影中喚醒瑪麗·安東妮所恐懼和克服的東西。但是，一次只能召喚一種，魔力消耗與召喚物的大小成正比。
斷頭台
從陰影中召喚出斷頭台，這是奪走瑪麗生命的行刑工具。它擁有一擊就能打倒莉莉姆和莉莉絲召喚的巨型怪物頭顱的力量，但對葉卡捷琳娜二世卻無效，斷頭台的束縛輕易被破壞。
狗（いぬ）
從陰影中召喚一群狗。這讓葉卡捷琳娜二世措手不及，她誤會瑪麗的魔法只是召喚斷頭台。
慈愛之鞭（じあいのむち）
從陰影中召喚出一條帶刺的鞭子，就像玫瑰莖一樣。從葉卡捷琳娜二世的盲點發動攻擊，葉卡捷琳娜二世在上次襲擊中失去了左眼。
鷹刈（たかがり）
從陰影中召喚一隻鷹。與王之槌一同使用。
王之槌（おんのつち）
從陰影中召喚出一把巨大的錘子，然後將其揮向對手。
聖殿塔（-とう）
從陰影中召喚聖殿塔，在法國大革命期間囚禁了王室成員。將葉卡捷琳娜二世推向天空。
影之葉卡捷琳娜二世
另一個葉卡捷琳娜二世，瑪麗在比賽中克服了對葉卡捷琳娜二世的恐懼後，從陰影中召喚了她。具有與真實物體相同的力量和魔力，並且真實物體在比賽中受到的傷害不會被反映。
瑪麗·居禮（Marie Curie）（魔女階位：57.7倍，第15位）
『理』之魔女。持有欲為『真理欲』。第1戰第6回合出場、與黃月英對戰。
她是第一位兩次獲得諾貝爾獎的女性，該獎項只頒發給頂尖研究人員。穿著軍裝外套的短髮美女。於不幸的底層使家庭失去親人，不解許多原因。無法原諒自己的無知，一直追求著真理，但是越了解也只是意識到自己的無知，因此成為『全知的存在』便是她的願望。
在與黃月英對戰之前，我們在大資料室相遇，因對彼此知識的追求而變得親近。為了更深入了解對方，我們展開了真劍的較量。透過理魔法躲避黃月英的魔裝攻擊，並在反擊中逐步將她逼入絕境。然而，黃月英運用她的「知性缺乏攻擊」—一種毫無理智的戰鬥方式，讓理魔法在信息處理上承受了巨大的負荷。儘管面臨如此困境，仍然欣然接受並展開反擊。在戰鬥中，處理著不可見的可能性視野，但是由於一手的處理未能及時完成，最終導致了黃月英的一記致命攻擊，導致敗北。儘管如此，對於這場拼盡全力的知識之戰感到滿足，並在最後與黃月英握手後消失。
魔裝：給予世界變革（ターン・ザ・ワールド）
由礦石包覆形成，顯現兩把槍及刺刀。據居禮說，“子彈可以透過魔力變成全自動或半自動”、“當然連射也可以”。
理魔法： 可能性的統治者（ルーラー・オブ・ポシビリティ）
以「我渴望『全知』」之言發動。透過想像和觀察「可能性」來預測稍後發生的「真相」的能力。透過分析對手的行為模式，還可以提高預測的準確性。在與黃月英的比賽中，能夠透過分析她的攻擊模式來預測她魔裝的各種攻擊，甚至連第一次見到的招式都能完美閃避。
織女（おりひめ，Orihime）（魔女階位：401.1倍，第29位）
『星』之魔女。持有欲為『戀戀欲』。雙瞳刻有『星』的紋章。第1戰第7回合出場、與八百屋於七對戰。
中國七夕傳說中出現的仙女。她是存在著不為人知的傳奇人物，位階也不是很高，但她以偶像般華麗的出場表演俘獲了觀眾的心。
真實身分是現代人。在秋葉原作為地下偶像活動，活動名稱為『織女』，稱粉絲為『牛郎』。從小就喜歡一年見面一次的七夕浪漫故事。為某個政黨秘書長的私生女，要脅並購置大型公寓監禁104位男粉絲達到只想念織女一人，並在一年一度相聚的愛情故事，引發「牛郎集團監禁事件」，在七夕被秘密處決。
比賽開始不久後，她與於七展開激烈的攻防，然而在受到於七的踢擊後，發動星魔法。利用星魔法進行重力操作，發動將「星星」和自己下墜的攻擊，對於七造成傷害。然而，於七也發動了焰魔法，面對提升的身體能力，她被牽制並受到攻擊。於是，她決定一口氣決勝，將周圍漂浮的「星星」接連聚集，完成了一個巨大的「星星」，隨後將其落在於七的頭頂上試圖壓殺。然而，那次攻擊被於七躲過，為了了結這場戰鬥，她以跨坐的姿勢再利用自身魔法的重力固定住，對於七施以超重拳。她一度將於七逼至昏倒，勝利就在眼前，卻被察覺到的於七以全身發火進行同歸於盡的反擊。在火焰中發起追擊，但最終先耗盡生命而消失。
魔裝：純純☆戀愛傳說（シリアル・ラバー）
由星星包覆形成，穿著兔女郎裝及圓形刀。
星魔法：戀戀星河一天（こいこいせいがいってん）
以「我渴望『戀愛』」之言發動。發動後，雙瞳中的「星」紋章會褪成黑色。織女創造了一個黑色球體的屏障，在這個屏障內，可以操縱她接觸到的任何物體的重力。通過使用這個魔法，可以變身為漂浮在空中的武器，使漂浮的物體變重並使其掉落。
蒙娜麗莎（Mona Lisa）（魔女階位：303.5倍，第28位）
『繪』之魔女。持有欲為『不滅欲』。右瞳刻有『LV』的紋章。第1戰第8回合出場、與邦妮·派克對戰。
達文西所畫的世界上最著名的畫作《蒙娜麗莎》的模特兒。
有著觀者對臉部印象完全不同的面貌。莉莉姆覺得是張「迷人的臉」；莉莉絲覺得是張「獨特的臉」；凱蘇吉露覺得是張「冷漠而詭異的臉」。
因為本身只是普通婦人，戰鬥能力完全為零，所以在與邦妮的直接戰鬥中弱得毫無挑戰性。然而，她利用從繪魔法所創造的幻覺去戲弄邦妮，逐漸成功對她發動攻擊。邦妮突然向四面八方槍炮掃射而受到攻擊。邦妮掌握繪魔法的機制並做出了應對。於是，她啟動在第一回合不打算使用的絕技「無限回廊」，展開大量產生出來的幻覺進行物量戰。大量的幻覺穩步給邦妮造成傷害，但被迫撤退的邦妮突然引來炸藥轟炸決鬥會場周邊。雖然本體逃過爆炸的波及，但這是邦妮為了了解本體和幻覺的差異而設下的一招，再次啟動「無限回廊」準備大量幻覺，但因邦妮掌握了本體的感覺而觸發奪魔法，心臟被奪取而敗北。在臨死之際，向邦妮傳達自己的本名後消失。
魔裝： 宿命之女（ファム・ファタール）
由巨大畫布包覆形成，上衣著有些暴露的長褲裝、手持菜刀。
繪魔法：永無止境的結局（ネバー・エンディング・エンド）
以「我渴望『永遠』」之言發動。即使受到攻擊，也不會受到致命傷，會立即恢復原狀。事實上，那全是幻覺。魔法的弱點之一：形態、行動都不是蒙娜麗莎能操控的。
無限回廊（むげんかいろう）
能無限制造出數個蒙娜麗莎的幻覺分身。
阿嘉莎·克莉絲蒂（Agatha Christie）（魔女階位：30.5倍，第9位）
『謎』之魔女。持有欲為『？？欲』。第1戰第9回合出場。
創造了好幾部翻天覆地的故事，人類引以為豪的女推理作家。
在出場前與貞德碰過面。然而就在休息室時被人刺殺，為此阿格拉特非常氣憤。而後得知是利用了魔法裝死，是為了解開『魔女千夜血戰』的真正目的及真面目，而犧牲了比賽。只有第一發現者惡魔莉莉婭知曉她活著並一同行動。
安娜·巴甫洛娃（Anna Pavlova）（魔女階位：85.9倍，第18位）
『舞』之魔女。持有欲為『向上欲』。軸足的左腳背上刻有『天鵝』的紋章。第1戰第10回合出場、與嚴詠春對戰。
20世紀俄羅斯出生，在全世界進行公演，讓全世界都著迷。她的代名詞『天鵝之死』在她死後，據說害怕被比較，以至於多年來無人不敢跳。
舉止優雅的女子。在兩位魔裝後率先攻擊嚴詠春多次並踢飛，雖然一擊命中，但卻被看穿動作而受到反擊。當認為自己的攻擊對嚴詠春無效時，立刻啟動舞魔法，讓嚴詠春共享她至今所承受的傷害，然後施展連續攻擊。進行與嚴詠春的耐心比拼，但卻被嚴詠春的「連鎖迴轉擊」擊倒而昏迷。然而在昏迷中，想起了兒時的根源，重新站起來，發動『天鵝之死』最・終・幕，將嚴詠春逼入絕境。然而，嚴詠春看透舞蹈魔法的缺點，偷襲了左胸一擊必殺的重拳，造成致命一擊。在那攻擊下，還未能啟動魔法就已經即死而敗北，但在與嚴詠春的最後一擊瞬間，回想起自己理想中的芭蕾形象，滿足地消失。
魔裝：首席芭蕾舞者
由羽毛包圍形成，穿著有著圓形裙擺環繞的芭蕾舞裙、芭蕾鞋般的鐵靴。
舞魔法：天鵝之死（ウミラー・ユシイ・レーベチ）
能夠將安娜·巴甫洛娃所抱持的情感共享給觀察者。在安娜展示芭蕾舞後啟動。顯現出黑色的水面後，分享今時至今安娜所堆積的痛苦。對觀眾來說，只是感受到些微不適的輕微傷害，但對於對戰對手來說，由於站在同一舞台上會承受與安娜相等的傷害。不過，並不是完全同時，而是有一瞬間眨眼般的微小時間延遲。
『天鵝之死』最・終・幕（ウミラー・ユシイ・レーベチ ボスレドニー・アクト）
以「我渴望『完美』」之言發動。這個魔法發動後，原本純白的魔裝會染成漆黑。「舞魔法：天鵝之死」的共享能力會成倍增強。使用這個能力後，觀眾也會完全共享安娜所受的傷害，而對戰對手則會受到安娜所受傷害的多倍回擊。

### 惡魔
阿格拉特·巴忒·瑪哈拉特（Agrat Bat Maharat）
惡魔女王。魔女千夜血戰的策劃者。為了復仇，那跨越700萬年的悲願即將實現。透過強大執念的逝去的魔女的欲，培育出司掌『七大罪』的孩子們。在這之前似乎辦過兩場血戰，並知道瑪塔·哈里與於七結盟。
莉莉姆&莉莉絲（Lilim & Lilith）
2位阿格拉特的側近惡魔。
與聖女貞德簽訂『契約』，引導她前往魔界後，向32位魔女講解魔女千夜血戰的規則。
莉莉托（Lilitu）
為魔女千夜血戰的實況說明的悪魔。
凱蘇吉露·莉拉（Kiskil-lilla）
阿格拉特的部下惡魔。分析和解釋魔女的力量。
布貝露（Bubel）
治愈惡魔。負責獲勝者在醫務室的治療。一想到隨著比賽而增加的傷患數量感到興奮。
莉莉婭（Lilia）
阿嘉莎的嚮導也是第一發現者。知曉阿嘉莎還活並與她一同行動。

### 魔女相關人物
瑪修（Mash）
巴特里家的女僕。伊莉莎白的誤殺，更是讓她產生毀壞與凌辱的慾望。
源義仲、今井兼平、樋口兼光（みなもと の よしなか、いまい かねひら、ひぐち かねみつ）
巴御前的前君主、兄長們。出場於觀眾席。
始皇帝（しこうてい，Qin Shi Huang）
中國皇帝。出場於觀眾席。稱武則天為可怕的女人。
李天（り てん，Li Tian）
武照偏鄉時所結識的男孩，很關心武照。然而阻擋前來買下武照的高官而被施暴致死。
台與（とよ，Toyo）
邪馬台國後繼者，稱卑彌呼為姐姐大人。出場於觀眾席。在卑彌呼勝利後，帶著她去醫務室。
卑彌呼（ひみこ，Himiko）
邪馬台國的貪婪巫女。村裡的人都盲目的相信她，而以天啟為謊，燒死由紀的父親並將母女兩逐出村子。之後被潛入的由紀殺害並被繼承『卑彌呼』之名。
蓋烏斯·尤利烏斯·凱撒（Gaius Julius Caesar）
當時為羅馬執政官。在抵達埃及後，克麗奧帕特拉將自己作為貢品送上而作為回禮的是羅馬，並實現克麗奧帕特拉的所有願望。直到被暗殺的前一刻都深愛著她。
安妮·伯尼（Anne Bonny）
為瑪麗·里德的摯友。直到兩人被捕後，安妮背叛她和別人締結婚約自己出獄的這件事，瑪莉一直都不相信。
格里戈里·波將金（Grigory Potemkin）
俄國塔夫里亞公爵。出場於觀眾席。
瑪麗亞·特蕾莎（Maria Theresa）
哈布斯堡君主（皇后），瑪麗·安東妮的母親。讓8歲的瑪麗知曉葉卡捷琳娜二世這名異國女性成為大帝的事。
夏爾·亨利·桑松（Charles-Henri Sanson）
法國劊子手。在瑪麗·安東妮即將被行刑時諷刺她的作為，然而聽到她的自白後明白她將自身化為惡人，都是為了重新統一國家而恍然大悟。
諸葛亮孔明（しょかつりょう　こうめい，Zhuge Liang Kongming）
中國三國時期蜀的丞相，黃月英的丈夫。出場於觀眾席。認為黃月英如果生活在另外一個時代，一定能發明能改變世界的東西，名垂青史。
吉三（よしぞう，Yoshizou）
寺廟的小和尚。認識於七。常常被於七帶出寺廟。喜歡於七，但是在成為和尚後，決定不沾酒、不娛樂、不擁有伴侶，親眼目睹於七的火刑。
李奧納多·達文西（Leonardo da Vinci）
義大利的著名畫家。第一眼見到蒙娜麗莎的想法便是無限的『無』。描繪出他所看見的她、表達她的存在，令初次知曉自身面容的蒙娜麗莎落淚。
塔莉莎（Tarisa）
與邦妮同一家咖啡店工作的想法有些天真的女服務生。夢想是賺錢後到百老匯跳舞。邦妮給與其槍支保衛自己，然而死於店內，子彈也未少。
芥川龍之介（あくたがわ りゅうのすけ，Akutagawa Ryunosuke）
日本小說家。出場於觀眾席。看到安娜·巴甫洛娃，令他想起她在日本的公演，高興又能再次見到她的舞蹈。

## 用語
魔女
『欲』
参與魔女千夜血戰的魔女們的力量來源。
魔裝
以魔女的“欲”為武器和防具的魔女戰鬥裝束。
魔法
從魔女的“欲”源頭顯現出来的異能。
魔女千夜血戰（ヴァルプルギス，Walpurgis）
一對一的死亡淘汰賽，以確定具有最強“欲”的魔女。赢得比賽成為 32 人之首的人可以通過惡魔女王的力量實現自己的“欲”。然而，被擊敗的人將獲得“永遠的死亡”，原本可以輪迴的靈魂將被徹底消滅。
另外，即使是本場比賽的勝者，出現了斷肢等重傷，只要活着，也會得到治療，以便在下一場比賽前出戰。

魔女階位（ウィッチズ・オッズ，Witches Odds）
一種利用魔女千夜血戰的睹局，或者說魔女在那種赌局中的賠率。
來世的輪迴歸宿是根據此人所擁有的“德”大小來决定的，但魔女千夜血戰的觀戰者可以将自己的“德”押在“自己推的魔女”身上。雖然有風險，但如果你支持的魔女獲勝，你的“德”會增加很多倍，就能迎來更好的來世。不過，賠率只是根據魔女的職業做出的預測，並不一定代表實際實力。
魔女的鐵錘（The Witch's Hammer）
揚言給予這個扭曲的世界鐵錘，於暗處湧動著的新勢力。成員為瑪塔·哈里、八百屋於七、嚴詠春、芝諾比婭。

## 出版書籍
- 河本焰（原作）、塩塚誠（作画）《魔女大戰 32名異能魔女交戰廝殺》Coamix 〈Zenon Comics〉，已出版12卷

| 集數 | Coamix         | Coamix                 | 東立出版社   | 東立出版社             |
| 集數 | 發售日期       | ISBN                   | 發售日期     | ISBN                   |
| ---- | -------------- | ---------------------- | ------------ | ---------------------- |
| 1    | 2021年6月18日  | ISBN 978-4-86720-242-5 | 2024年9月5日 | ISBN 978-626-360-350-9 |
| 2    | 2021年9月18日  | ISBN 978-4-86720-264-7 |              |                        |
| 3    | 2021年12月20日 | ISBN 978-4-86720-287-6 |              |                        |
| 4    | 2022年6月20日  | ISBN 978-4-86720-392-7 |              |                        |
| 5    | 2022年10月20日 | ISBN 978-4-86720-431-3 |              |                        |
| 6    | 2023年2月20日  | ISBN 978-4-86720-467-2 |              |                        |
| 7    | 2023年7月20日  | ISBN 978-4-86720-525-9 |              |                        |
| 8    | 2023年11月20日 | ISBN 978-4-86720-588-4 |              |                        |
| 9    | 2024年3月19日  | ISBN 978-4-86720-628-7 |              |                        |
| 10   | 2024年7月20日  | ISBN 978-4-86720-669-0 |              |                        |
| 11   | 2024年11月20日 | ISBN 978-4-86720-704-8 |              |                        |
| 12   | 2025年3月19日  | ISBN 978-4-86720-749-9 |              |                        |
| 13   | 2025年7月18日  | ISBN 978-4-86720-783-3 |              |                        |